# والاس بي. جيفرسون
والاس بي. جيفرسون (بالإنجليزية: Wallace B. Jefferson)‏ هو قاضي ومحامي أمريكي، ولد في 22 يوليو 1963.

## وصلات خارجية
- والاس بي. جيفرسون على موقع إن إن دي بي (الإنجليزية)